# Peter Welch
Peter Francis Welch (Springfield, 2 maggio 1947) è un politico e avvocato statunitense, attuale senatore per lo stato del Vermont dal 2023 e in precedenza membro della Camera dei Rappresentanti per lo stesso stato dal 2007 al 2023.

## Biografia
Cresciuto nel Massachusetts, Welch si laureò in legge all'Università della California - Berkeley e successivamente fondò uno studio legale nel Vermont, dove si stabilì.
Nel 1980 ottenne un seggio al Senato di stato del Vermont, che mantenne fino al 1988, quando cioè decise di candidarsi alla Camera dei Rappresentanti. La campagna non andò a buon fine e Welch perse le elezioni.
Nel 1990 Welch riuscì a vincere le primarie democratiche per governatore del Vermont, ma fu sconfitto dal repubblicano Richard A. Snelling.
Per più di dieci anni Welch sparì dalla scena politica, finché nel 2001 l'allora governatore Howard Dean lo scelse per occupare un seggio rimasto vacante al Senato di stato. Welch venne poi rieletto per altri due mandati.
Nel 2006 lasciò il Senato per cercare l'elezione al Congresso come successore di Bernie Sanders alla Camera. Alla fine Welch riuscì a sconfiggere l'avversaria repubblicana con il 53% dei voti. Fu poi riconfermato anche nelle elezioni successive.
Ha programmato di ritirarsi dalla Camera dei rappresentanti  alla fine del 117º Congresso, per candidarsi come senatore sul seggio di Patrick Leay che si ritira a fine mandato dopo 48 anni di mandato.
Ideologicamente Welch è piuttosto liberale: membro del Congressional Progressive Caucus, sostiene l'aborto, i diritti dei gay, la ricerca sulle staminali e le questioni ecologico-ambientali, mentre è contrario alla guerra in Iraq. Nonostante ciò, Welch ha posizioni quasi conservatrici sul tema del controllo delle armi.

## Vita privata
Peter Welch è stato sposato con Joan Smith dal 1976 al 2004, anno della sua morte a causa di un tumore. I due hanno avuto cinque figli.
Nel 2009 Welch si è risposato con Margaret Cheney, già madre di tre figli.